# 金沢製糸場
金沢製糸場（かなざわせいしじょう）は、明治時代の初期に石川県の金沢にあった機械製糸工場である。

## 概要
1874年（明治7年）、長谷川準也（後の2代目金沢市長）らが設立した金沢製糸会社によって開設された。官営模範工場の富岡製糸場を範としており、当時は富岡製糸場に次ぐ全国第二の規模であったという。金沢製糸会社は経営の失敗もありわずか数年で解散したが、石川県の殖産興業の先駆けとなった。

## 工場の開設

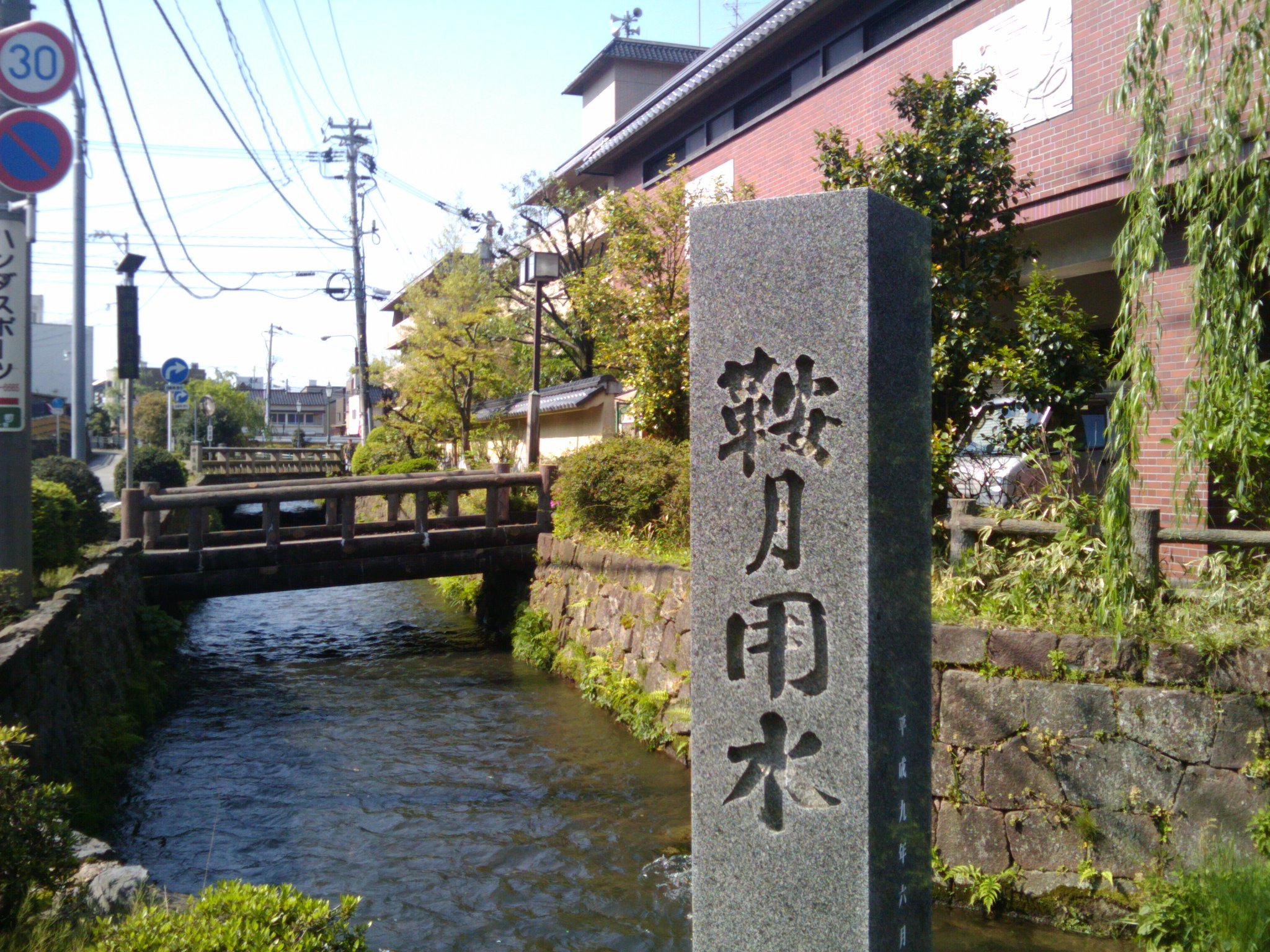
工場跡の金沢市立中央小学校。鞍月用水の水を取り入れ動力とした。

江戸時代、金沢は加賀国、能登国、越中国を領する加賀藩前田家の城下町として栄えたが、これは城下に居住する武士の消費に支えられたものであった。このため明治維新で武士が職を失うと金沢の経済は急速に衰えた。旧金沢藩（1869年（明治2年）の版籍奉還で加賀藩から改称）の士族長谷川準也はそうした金沢で殖産興業を志し、弟の大塚志良とともに社員（出資者）を募り、金沢製糸会社を設立した。金沢製糸会社の資本金3万円のうち、2万円は内務省から、500円は石川県から給付された士族授産資金であったという。この資金提供は薩摩藩出身の石川県令内田政風が、同じく薩摩藩出身である大久保利通の主導で設立された内務省に働きかけたことにより実現したと考えられている 。
工場の開設にあたり、金沢の大工津田吉之助が富岡製糸場に派遣され、製糸機械の製作法を研究するとともに、女工が送られ製糸機械の操作法を習得した。工場の建設には、津田吉之助のほか、鍛冶職人の太田篤敬らがあたり、1874年（明治7年）3月、金沢長町川岸（金沢市長町1丁目。現在の金沢市立中央小学校の敷地。）に開設された。動力は敷地横を流れる鞍月用水の水を取り入れ、「径九尺」の水車を回し得られていた。半木製の折衷式繰糸機が100台、女工200余人を擁し、富岡製糸場に次ぐ規模であったという。

## 経営の失敗
長谷川は士族の婦女を女工として従事させ、失職の士族に桑の栽培と養蚕を奨励した。しかし、当時の石川県産の繭は少量・粗悪であったため機械織りに適さず、群馬県、長野県などから買い付ける必要があった。また、生糸の知識に乏しく、経営能力に欠けていたことから、全国的な好況下でも損失を重ねた。1875年（明治8年）、米国ニューヨーク駐在の副領事であった富田鐵之助は、米国絹業協会に対し日本産生糸の実物見本を送り、品質を問い合わせているが、その回答の中で、金沢製糸場の生糸は、製糸の性質は上、綺麗で節がなく繊度も揃っているものの、細すぎてアメリカ市場には向かないとの評価がされている。
金沢製糸会社は、こうしたいわゆる「武士の商法」もあり、1879年（明治12年）の生糸価格の下落を契機に解散に追い込まれた。金沢製糸場は、同年、官貸金を得て操業を続けたが振興せず、1885年（明治18年）に石川県の直轄となり、1888年（明治21年）閉鎖された。一方、明治10年代後半から繭の生産量と品質が高まり、女工の製糸の技術力も向上した。また石川県下で養蚕業や絹織物業が発展するなど、石川県での産業革命の基礎となった。

## その他
- 長谷川準也と大塚志良は士族授産と殖産興業を図るため、金沢製糸会社以外にも、1877年（明治10年）に金沢撚糸会社、金沢銅器会社を相次いで設立した[3]。翌1878年（明治11年）、北陸巡幸で金沢を行幸した明治天皇は金沢製糸場を始めとしてこれら3社を視察し、金100円を下賜したという[2][5]。
- 金沢製糸場の繰糸機を製作した津田吉之助の子である津田米次郎は織機の機械化に取り組み、1900年（明治33年）に国内初の動力式絹力織機を発明した。また、ともに開発に当たった甥の津田駒次郎は、この後、現在の津田駒工業を興している[8]。